# Estación Guiñazú
Guiñazú es una estación de ferrocarril ubicada en la localidad de Guiñazú Norte en las afueras de la ciudad de Córdoba, Provincia de Córdoba, Argentina.

## Servicios
No presta servicios de pasajeros, sólo de cargas. Sus vías corresponden al Ramal CC del Ferrocarril General Belgrano. Sus vías e instalaciones están a cargo de la empresa estatal Trenes Argentinos Cargas.